# Ustowskie Mokradła

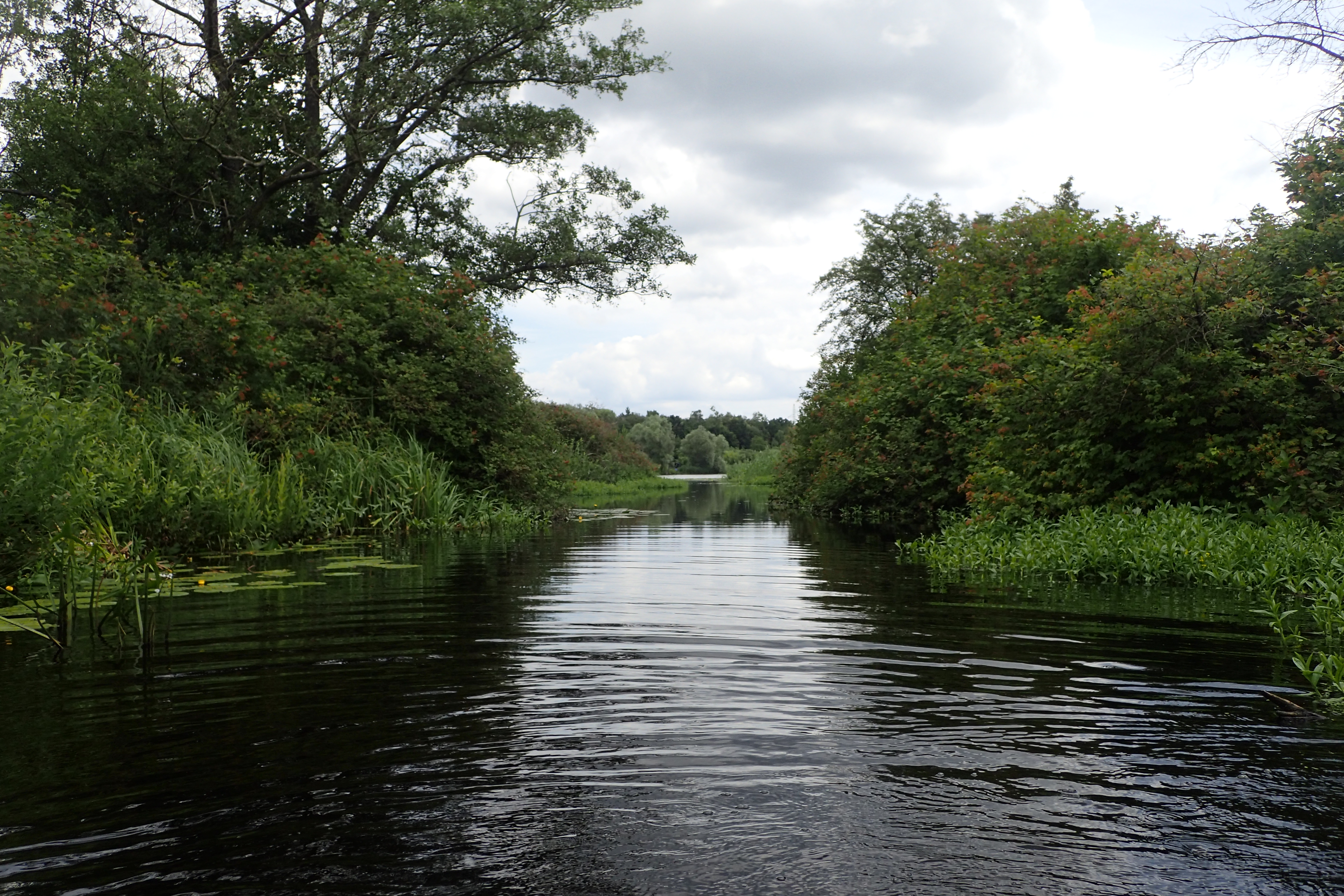
Szeroki Rów przecinający wyspę w jej północnej części

Ustowskie Mokradła – wyspa na Międzyodrzu. Większość jej obszaru leży na terenie Gminy Kołbaskowo, natomiast jej północno-zachodnia część wraz z Kąpieliskiem Miejskim Dziewoklicz znajduje się na terenie Szczecina. Na wyspie rosną lasy łęgowe. Nie są one zbyt dostępne dla ludzi ze względu na liczne przeszkody wodne. Jedyny zagospodarowany obszar na wyspie to kąpielisko i teren dla wędkarzy – Dziewoklicz. Znajduje on się w północno-zachodnim krańcu wyspy. Funkcjonuje tam wypożyczalnia kajaków oraz piaszczysta plaża. Dojazd na wyspę możliwy jest przez most z Zaleskich Łęg rozpięty nad Kanałem Leśnym.
Wyspa Ustowskie Mokradła jest pojmowana jako jedna wyspa, lecz jest to błędnie nadana nazwa. Wyspa jest bowiem poprzecinana wieloma sztucznymi kanałami, które dzielą cały obszar na części. Przejście pieszo z jednej części na drugą jest niemożliwe.
Ustowskie Mokradła otoczone są wodami Odry Zachodniej, Kanału Leśnego, Obnicy i Skośnicy. Sąsiednie wyspy to Zaleskie Łęgi, Wyspa Kurowskie Łęgi, Kurowski Ostrów, Wyspa Wielkie Pło, Wyspa Stare Pło.